# Інфрачервоний точковий датчик
Інфрачервоний точковий датчик — це точковий детектор газу, заснований на недисперсійній технології інфрачервоного датчика.

## Принцип
Подвійне джерело та подвійний приймач використовуються для компенсації змін у вирівнюванні, інтенсивності джерела світла та ефективності роботи компонентів. Передані промені від двох інфрачервоних джерел накладаються на внутрішній світлоподілювач. 50 % сигналу. що перекривається та стільки ж оригінального, пропускають через вимірюваний газ та відбивають назад на вимірювальний детектор. Наявність горючого газу зменшить інтенсивність проби, а не опорного променя, при цьому різниця між цими двома сигналами буде пропорційна концентрації газу, присутнього в місці вимірювання. Інші 50 % сигналу, що перекривається, проходить через розділювач променя і на компенсаційний детектор . Детектор компенсації відстежує інтенсивність двох інфрачервоних джерел і автоматично компенсує будь-які тривалі відхилення.
Середній наробіток між відмовами може тривати до 15 років.

## Мікронагрівачі
Мікро нагрівачі можуть бути використані для підвищення температури поверхонь вище температур навколишнього середовища для підвищення продуктивності й запобігання утворення конденсату на оптичних поверхнях.

## Дальність
Токсичні гази вимірюються в частках на мільйон (проміле). Горючі гази вимірюються в межах від 0 до 100 % нижньої межі горючості (LFL) або нижньої межі вибухонебезпеки (LEL).